# Danh sách xoáy thuận nhiệt đới Đông Bắc Thái Bình Dương cấp 5

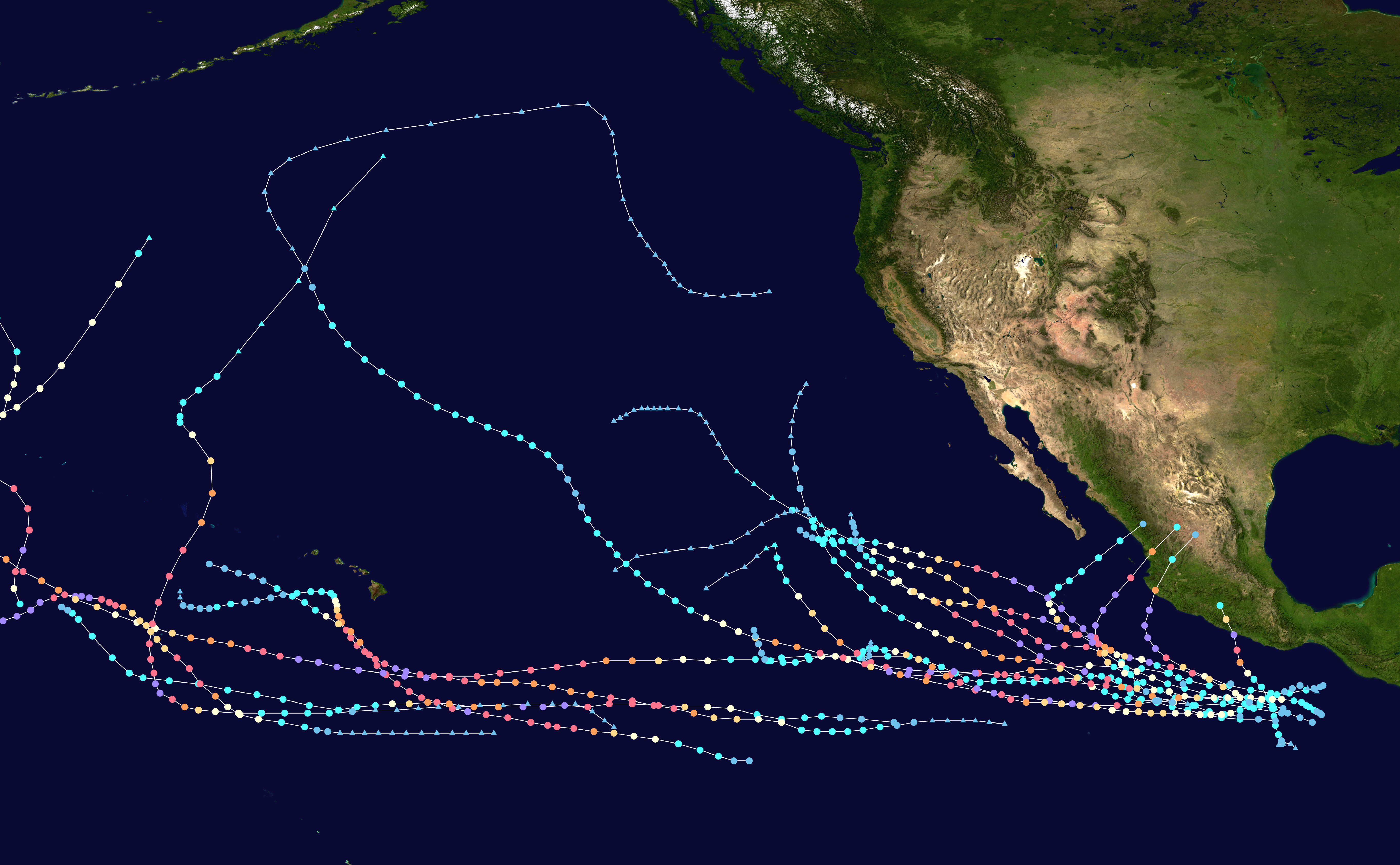
Quỹ đạo của tất cả các xoáy thuận nhiệt đới Đông Bắc Thái Bình Dương cấp 5 trên khu vực phía Đông đường đổi ngày quốc tế tính đến thời điểm kết thúc năm 2018.

Xoáy thuận nhiệt đới cấp 5 (hay bão cấp 5)  là những xoáy thuận nhiệt đới có cường độ đạt đến cấp 5 trong thang bão Saffir-Simpson. Chúng theo định nghĩa là các xoáy thuận nhiệt đới mạnh nhất có thể hình thành trên Trái Đất. Trên khu vực Đông Bắc Thái Bình Dương, bão cấp 5 là hiếm gặp và nhìn chung chúng chỉ xuất hiện vài năm một lần, và thường hình thành tập trung vào một số năm nhất định. Những cơn bão như vậy cực hiếm khi đổ bộ đất liền do quỹ đạo di chuyển chung của các xoáy thuận nhiệt đới trên Bắc Bán cầu là hướng về phía Tây.
Thuật ngữ "hurricane" được sử dụng dành cho các xoáy thuận nhiệt đới trên Thái Bình Dương, khu vực nằm về phía Bắc xích đạo và phía Đông đường đổi ngày quốc tế. Do vậy nên bão Đông Bắc Thái Bình Dương cấp 5 (Category 5 Pacific hurricane) là những xoáy thuận nhiệt đới đạt được cường độ bão cấp 5 trên khu vực phía Bắc xích đạo và phía Đông đường đổi ngày. Hiện tượng tương tự cũng xảy ra trên Thái Bình Dương, khu vực nằm về phía Bắc xích đạo và phía Tây đường đổi ngày, những xoáy thuận nhiệt đới như vậy được gọi là "typhoon" hay "super typhoon" (siêu bão). Siêu bão Tây Bắc Thái Bình Dương cấp 5 là rất phổ biến và chúng thường xuất hiện vài lần mỗi năm, nên những xoáy thuận trên khu vực đó đạt đến cường độ như vậy là không có gì quá đặc biệt. Sự khác biệt trong thuật ngữ này không bao gồm các cơn bão như bão Paka và Bão Oliwa, chúng hình thành trên khu vực nằm về phía Đông đường đổi ngày nhưng không đạt đến cường độ bão cấp 5 cho đến khi vượt qua đường đổi ngày quốc tế .

## Thống kê
Một cơn bão cấp 5 được định nghĩa là một xoáy thuận nhiệt đới có vận tốc gió duy trì liên tục trong khoảng thời gian 1 phút ở độ cao 10 m trên bề mặt lớn hơn 137 knot (158 dặm/giờ, 254 km/giờ). Khi một xoáy thuận nhiệt đới di chuyển, trường gió của nó trở nên bất đối xứng. Ở Bắc Bán cầu, những cơn gió mạnh nhất nằm về phần phía Đông (bên phải) của cơn bão (điều này liên quan đến hướng di chuyển). Giá trị vận tốc gió cao nhất trong những thông báo (cảnh báo) từ các tổ chức là vận tốc gió ở phần phía Đông cơn bão.
Trong giai đoạn 1959 - 2018, chỉ có 18 cơn bão đạt đến cường độ cấp 5 được ghi nhận. Những cơn bão cấp 5 hoạt động trước thời điểm 1959 là không được biết đến. Có khả năng đã có một vài cơn bão xuất hiện sớm hơn đạt đến cường độ cấp 5, nhưng không bao giờ được công nhận vì chúng không tác động đến đất liền và duy trì ở xa ngoài đại dương.

## Xoáy thuận nhiệt đới Đông Bắc Thái Bình Dương cấp 5

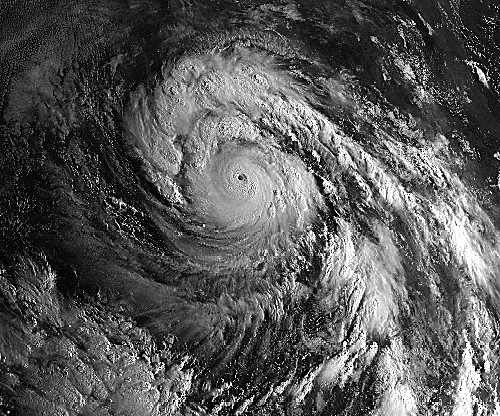
Bão Linda tại thời điểm nó đạt cường độ tối đa trong ngày 12 tháng 9 năm 1997.

Dưới đây là danh sách của tất cả các cơn bão cấp 5 trên khu vực Đông Bắc Thái Bình Dương được sắp xếp theo thứ tự thời gian xuất hiện. Chỉ có 2 cơn bão là bão Emilia năm 1994 và bão Ioke năm 2006 là đạt cường độ cấp 5 hơn một lần; có nghĩa là, sau khi đạt cường độ cấp 5 lần đầu tiên, cơn bão suy yếu xuống cấp 4 hoặc thấp hơn, và sau đó mạnh trở lại thành cấp 5 một lần nữa.
Trước khi sự phủ sóng của vệ tinh địa tĩnh đáng tin cậy ra đời vào năm 1966, các xoáy thuận nhiệt đới trên vùng Đông Bắc Thái Bình Dương đã bị đánh giá thấp đáng kể. Vì thế rất có khả năng có thể bổ sung thêm những cơn bão cấp 5 khác vào danh sách, nhưng chúng là không được báo cáo và vì thế không được công nhận. Tuy nhiên, sự thiếu vắng các cơn bão cấp 5 trong quãng thời gian dài từ cuối thập niên 1970 đến đầu thập niên 1990 là điều xác thực.
Trị số áp suất trung tâm tối thiểu của những cơn bão dưới đây đa phần là được ước tính từ ảnh vệ tinh bằng cách sử dụng kỹ thuật Dvorak. Đối với trường hợp của bão Kenna và bão Ava, giá trị áp suất của hai cơn bão này được đo bởi máy bay thám trắc bay vào bên trong cơn bão. Còn trường hợp của bão "Mexico 1959", áp suất trung tâm chính xác nhất đo được sau khi cơn bão đổ bộ lên đất liền. Vì đa phần giá trị áp suất chỉ là ước tính, nên trên thực tế có khả năng có những cơn bão khác mạnh hơn so với những thông số mà chúng được gán cho.
Lý do sử dụng phương pháp ước tính trị số áp suất (thay vì dùng máy bay thám trắc) là vì trên thực tế hầu hết những cơn bão trên khu vực này không đe dọa đến đất liền. Khi bão Kenna đe dọa đến Mexico, áp suất của nó đã được đo bằng dropsonde (thiết bị thả từ máy bay thám trắc vào trong cơn bão). Mặc dù bão Ava không đe dọa đến đất liền, tuy nhiên nó đã được máy bay thám trắc bay vào nhằm thử nghiệm các thiết bị và tiến hành nghiên cứu.
Trị số áp suất của một vài cơn bão xa hơn về giai đoạn trước là không hoàn thiện, vì chúng không được ước tính mà chỉ được ghi nhận từ tàu thuyền, hoặc các địa điểm quan trắc trên đất liền, hay khi máy bay thám trắc sẵn sàng. Ví dụ như bão Ava, vào thời điểm đo được áp suất trung tâm tối thiểu, nó chỉ là bão cấp 4. Hay như bão John và bão Gilma vào năm 1994, do Trung tâm Bão (khu vực) Trung tâm Thái Bình Dương (CPHP) tại thời điểm đó nhìn chung không công bố giá trị áp suất của các hệ thống hoạt động trên vùng Trung tâm Thái Bình Dương (từ 140°T đến đường đổi ngày), nên trị số áp suất của chúng là không đầy đủ. Tuy nhiên, cần lưu ý là danh sách này không giống như "Danh sách xoáy thuận nhiệt đới Đông Bắc Thái Bình Dương mạnh nhất". Ngoài ra, cơn bão cấp 4 mạnh nhất trên khu vực này từng được ghi nhận là cơn bão Odile, với áp suất tối thiểu 918 mbar, thấp hơn cả một số cơn bão cấp 5 khác, ví dụ như bão Emilia .
Khoảng thời gian xuất hiện những cơn bão cấp 5 trên Đông Bắc Thái Bình Dương trong năm là từ tháng 6 đến tháng 10. Cơn bão cấp 5 hình thành sớm nhất trong một mùa bão là bão Ava đạt cường độ cấp 5 vào ngày 7 tháng 6 năm 1973, còn muộn nhất là bão "Mexico 1959" đạt đỉnh vào ngày 27 tháng 10. Các cơn bão mạnh nhất của từng tháng theo thứ tự từ tháng 6 đến tháng 10 lần lượt là Ava, Gilma, Marie, Linda và Rick. Không có cơn bão cấp 5 nào trong những tháng còn lại.
Có hai xoáy thuận nhiệt đới trên Đông Bắc Thái Bình Dương từng được biết đến đạt cường độ cấp 5 hơn một lần; bão Emilia và bão Ioke. Cả hai đều đã là bão cấp 5 trong hai giai đoạn trong quãng đời của chúng; với Ioke thì là ba lần, lần cuối cùng là khi nó ở trên khu vực Tây Bắc Thái Bình Dương. Ioke đồng thời còn là cơn bão giữ được cường độ cấp 5 trong quãng thời gian dài nhất (cùng với John và Linda), tổng cộng là 42 tiếng; trong khi đó John và Linda là hai cơn bão giữ được cường độ đó trong khoảng thời gian liên tục dài nhất.

Bão Hernan lúc nó đạt cường độ tối đa ngoài khơi Mexico trong ngày 1 tháng 9 năm 2002.

| Tên bão | Mùa bão | Thời điểm đạt cấp 5 (ngày) | Thời gian đạt cấp 5 (giờ) | Vận tốc gió duy trì 1 phút tối đa | Vận tốc gió duy trì 1 phút tối đa | Áp suất | Áp suất |
| Tên bão | Mùa bão | Thời điểm đạt cấp 5 (ngày) | Thời gian đạt cấp 5 (giờ) | dặm/giờ                           | km/giờ                            | hPa     | inHg    |
| --- | ------- | -------------------------- | ------------------------- | --------------------------------- | --------------------------------- | ------- | ------- |
| Patsy | 1959    | 6 tháng 9                  | 6                         | 175                               | 280                               | 930     | 27,46   |
| "Mexico" | 1959    | 27 tháng 10                | 12                        | 160                               | 260                               | 958     | 28,29   |
| Ava | 1973    | 7 tháng 6                  | 24                        | 160                               | 260                               | 915     | 27,02   |
| Emilia | 1994    | 19 - 21 tháng 7 †          | 18                        | 160                               | 260                               | 926     | 27,34   |
| Gilma | 1994    | 24 - 25 tháng 7            | 18                        | 160                               | 260                               | 920     | 27,17   |
| John | 1994    | 22 - 24 tháng 8            | 42                        | 175                               | 280                               | 929     | 27,43   |
| Guillermo | 1997    | 4 - 5 tháng 8              | 24                        | 160                               | 260                               | 919     | 27,14   |
| Linda | 1997    | 12 - 14 tháng 9            | 42                        | 185                               | 295                               | 902     | 26,64   |
| Elida | 2002    | 25 tháng 7                 | 6                         | 160                               | 260                               | 921     | 27,20   |
| Hernan | 2002    | 1 tháng 9                  | 12                        | 160                               | 260                               | 921     | 27,20   |
| Kenna | 2002    | 24 tháng 10                | 18                        | 165                               | 270                               | 913     | 26,96   |
| Ioke | 2006    | 24 - 26 tháng 8 ‡          | 42                        | 160                               | 260                               | 915     | 27,02   |
| Rick | 2009    | 18 tháng 10                | 24                        | 180                               | 290                               | 906     | 26,75   |
| Celia | 2010    | 25 tháng 6                 | 12                        | 160                               | 260                               | 921     | 27,20   |
| Marie | 2014    | 24 tháng 8                 | 6                         | 160                               | 260                               | 918     | 27,11   |
| Patricia | 2015    | 22 - 23 tháng 10           | 23                        | 215                               | 345                               | 872     | 25,75   |
| Lane | 2018    | 22 tháng 8                 | 11                        | 160                               | 260                               | 922     | 27,23   |
| Walaka | 2018    | 1 - 2 tháng 10             | 15                        | 160                               | 260                               | 920     | 27,17   |
| Willa | 2018    | 22 tháng 10                | 6                         | 160                               | 260                               | 925     | 27,32   |

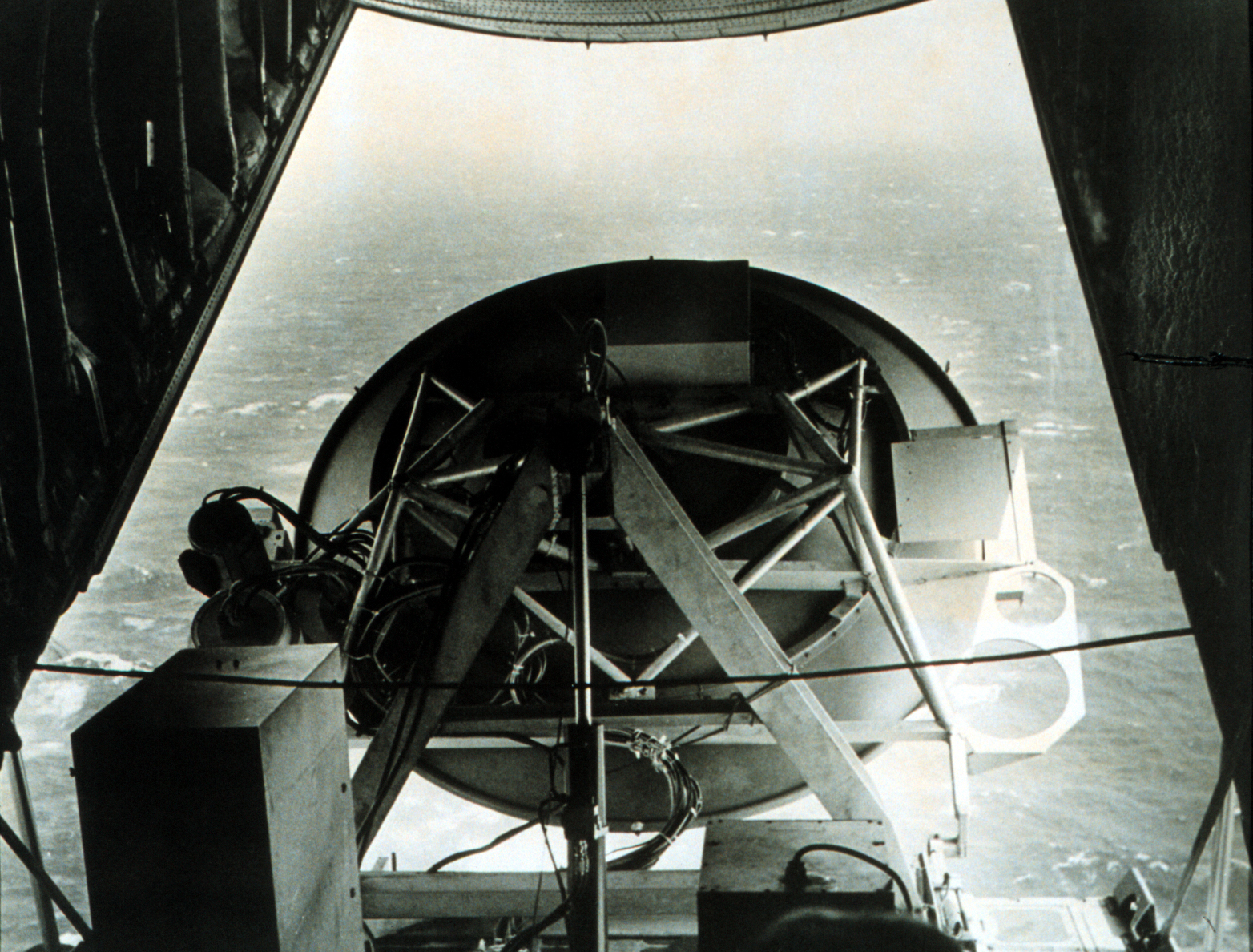
Ra đa sóng ngắn trên phần đuôi của chiếc máy bay C130 trong chuyến bay vào bão Ava.

| † Emilia đạt cường độ bão cấp 5 lần đầu trong quãng thời gian 6 tiếng; lần thứ hai là 12 tiếng, tổng cộng là 18 tiếng. ‡ Ioke đạt cường độ bão cấp 5 lần đầu trong quãng thời gian 18 tiếng; lần thứ hai là 24 tiếng, tổng cộng là 42 tiếng. Ioke không mất đi cường độ cấp 5 trong ngày 26, mà do nó di chuyển vào khu vực Tây Bắc Thái Bình Dương và không còn được xem là một cơn bão Đông Bắc Thái Bình Dương. |         |                            |                           |                                   |                                   |         |         |

## Khí hậu học

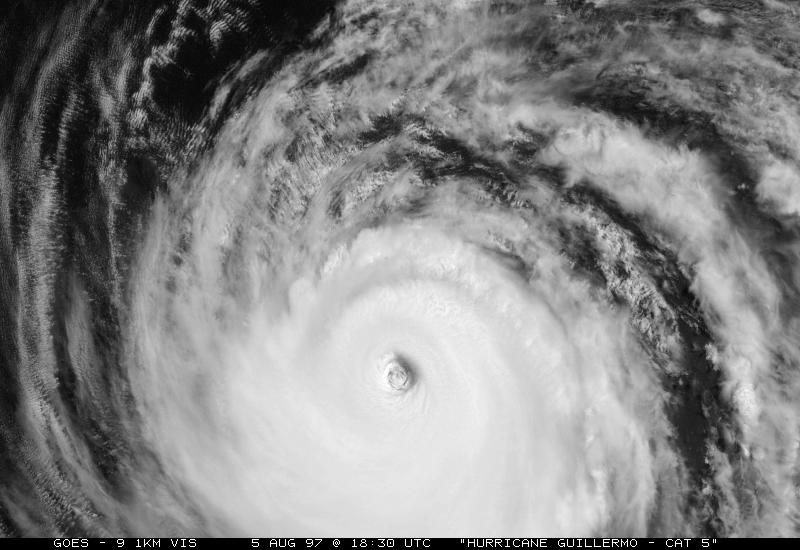
Bão Guillermo, một trong hai cơn bão cấp 5 của mùa bão 1997.

Trên khu vực Đông Bắc Thái Bình Dương, bão cấp 5 thường xuất hiện trong những năm xảy ra hiện tượng El Niño, thời điểm mà các điều kiện trở nên thuận lợi hơn nhiều cho xoáy thuận nhiệt đới vì nhiệt độ nước trên bề mặt ấm hơn và độ đứt gió giảm. Đó là lý do mà các cơn bão cấp 5 ở đây thường tập trung vào một số năm nhất định. Những tác động của El Niño đáng kể nhất diễn ra ở vùng Trung tâm Thái Bình Dương (từ 140°T đến đường đổi ngày).
Nhìn chung sự thiếu vắng bão cấp 5 trong những năm không El Niño là do không gian phát triển bị giới hạn. Những dòng hải lưu thịnh hành ở khu vực này mang nước biển ấm về phía Tây. Và vì không có những vùng đất lớn để chặn dòng nước và khiến nó tập trung lại như trên Đại Tây Dương nên diện tích phù hợp cho xoáy thuận nhiệt đới là nhỏ. Xa hơn ngoài đại dương, trong khi nước vẫn ấm, thì độ đứt gió là yếu tố giới hạn sự phát triển của xoáy thuận nhiệt đới trên khu vực phía Nam Hawaii.
Tuy nhiên điều này không có nghĩa là bão cấp 5 không thể hình thành ngoài những năm xảy ra El Niño. Năm 1959 đều không xuất hiện El Niño hay La Niña, nhưng đã có hai cơn bão cấp 5 (Patsy và bão Mexico) hoạt động và đây còn là mùa bão Đông Bắc Thái Bình Dương chết chóc nhất từng được ghi nhận trong lịch sử. Trong phần lớn thời gian năm 1973 đã diễn ra hiện tượng La Niña, là nguyên nhân làm giảm tần suất hoạt động của xoáy thuận nhiệt đới trên Đông Bắc Thái Bình Dương, nhưng đã có một cơn bão cấp 5 trong năm đó là bão Ava hình thành vào tháng 6. Lần duy nhất mà bão cấp 5 xuất hiện trong hai năm liên tiếp là hai mùa bão 2009 và 2010 (các cơn bão lần lượt là Rick và Celia)

## Đổ bộ

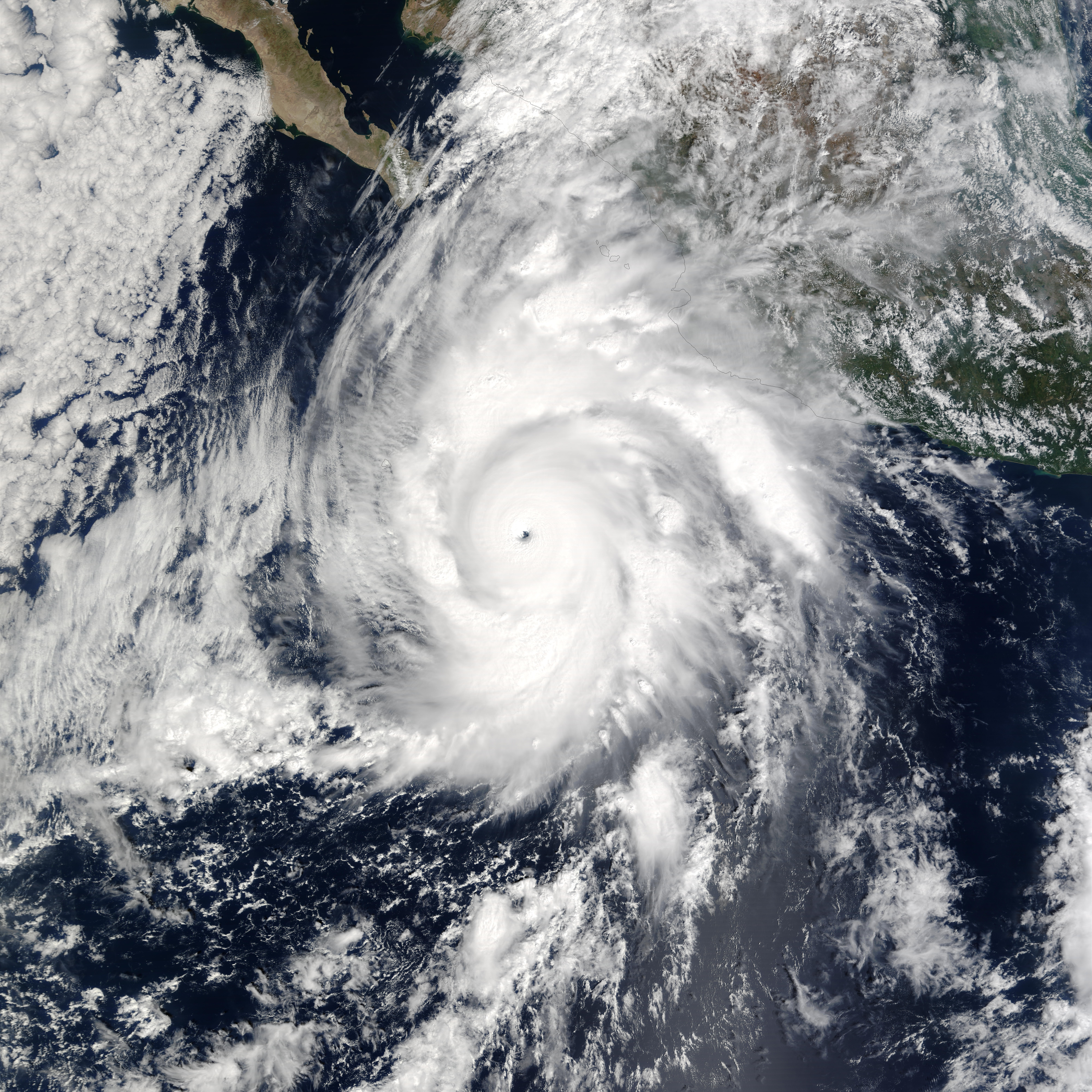
Bão Kenna, một trong số chỉ 3 cơn bão Đông Bắc Thái Bình Dương cấp 5 từng đổ bộ lên đất liền.

Trong số tất cả các cơn bão Đông Bắc Thái Bình Dương cấp 5, chỉ có ba cơn bão từng đổ bộ lên đất liền là bão Mexico 1959, bão Kenna và bão Rick. Trong đó duy nhất chỉ có bão Mexico 1959 là đổ bộ với cường độ cấp 5, Kenna đã suy yếu thành bão cấp 4 lúc nó đổ bộ, còn Rick thì chỉ còn là bão nhiệt đới. Bão Mexico và Kenna cũng lần lượt là các cơn bão mạnh nhất và mạnh thứ ba trên khu vực Đông Bắc Thái Bình Dương từng đổ bộ lên đất liền; cơn bão mạnh thứ hai đổ bộ đất liền là bão Madeline năm 1976, tuy không đạt cường độ cấp 5, nhưng lúc đổ bộ nó là bão cấp 4, mạnh hơn Kenna.
Ngoài ra, các cơn bão John, Linda và Ioke cũng đều từng đã đe dọa một số hòn đảo trong một khoảng thời gian. John và Ioke đã mang đến tác động nhỏ cho rạn san hô vòng Johnston và John cũng đã gây sóng lớn tại Hawaii. Trong một thời gian ngắn, Linda được dự báo là sẽ tiến tới vùng Miền Nam California, và nó cũng đã di chuyển sát qua đảo Socorro với cường độ gần tối đa.
Nguyên nhân bão trên khu vực này ít đổ bộ đất liền là do xoáy thuận nhiệt đới ở Bắc bán cầu thường di chuyển về phía Tây. Trên Đại Tây Dương, điều này khiến các cơn bão thường hướng về phía Bắc Mỹ. Còn trên Đông Bắc Thái Bình Dương, quy luật này hướng các cơn bão ra xa ngoài đại dương và tan trên những vùng nước lạnh hay những nơi có độ đứt gió cao. Hawaii, khu vực duy nhất có dân số đông tọa lạc trên vùng Đông Thái Bình Dương, hầu như luôn được bảo vệ trước các xoáy thuận nhiệt đới bởi một áp cao cận nhiệt và diện tích nhỏ cũng là một yếu tố đủ giúp cho quần đảo này tránh được sự tấn công đơn giản là nhờ tỉ lệ thấp.